# 콰드로페니아 (영화)
콰드로페니아(Quadrophenia)는 영국에서 제작된 프랭크 로덤 감독의 1979년 영화이다. 필 다니엘스 등이 주연으로 출연하였고 로이 베어드 등이 제작에 참여하였다.

## 출연

### 주연
- 필 다니엘스
- 레슬리 애쉬
- 필립 데이비스

### 조연
- 마크 윈겟
- 스팅
- 레이 윈스턴
- 게리 쿠퍼
- 게리 샤일
- 토이아 윌콕스
- 트레버 레어드
- 케이트 윌리엄스
- 마이클 엘픽
- 벤자민 휘트로
- 다니엘 피콕
- 제레미 차일드
- 존 필립스
- 티모시 스폴
- 올리비에 피에르
- 조지 이니스
- 존 빈든
- P.H. 모리어티
- 휴 로이드

## 제작진
- 협력프로듀서: 존 피버롤
- 미술: 시몬 홀랜드
- 배역: 팻시 폴락